# Konstanty Fanti
Konstanty Tadeusz Fanti (ur. 5 czerwca 1925 w Radomiu, zm. 8 lipca 2009) – polski uczony, specjalista w dziedzinie hydrotechniki, profesor doktor inżynier Wydziału Inżynierii Środowiska Politechniki Warszawskiej. 

## Życiorys
W 1948 ukończył studia na Politechnice Warszawskiej, a następnie pracował w działach wykonawstwa przedsiębiorstw budowlanych. W 1951 został kierownikiem pracowni i weryfikatorem Głównego Biura Studiów i Projektów Energetyki Energoprojekt. W 1956 obronił doktorat, od 1959 do 1967 był docentem. Od 1960 przez trzy lata kierował zakładem Państwowego Instytutu Hydrologiczno-Meteorologicznego, w 1963 został kierownikiem Katedry Zbiorników i Siłowni Wodnych, w 1967 został profesorem nadzwyczajnym. Od 1970 przez rok pełnił funkcję dyrektora Instytutu Zaopatrzenia w Wodę i Budownictwa Wodnego, od 1971 do 1974 był dziekanem Wydziału Inżynierii Sanitarnej i Wodnej. 
Pochowany na Cmentarzu rzymskokatolickim w Radomiu.

## Członkostwo
- Komisja Gospodarki Wodnej Polskiej Akademii Nauk;
- Stowarzyszenie Inżynierów i Techników Wodnych i Melioracyjnych (członek prezydium);
- Polski Komitet Geotechniczny (w latach 1970-1972 wiceprzewodniczący Sekcji Gospodarki Wodnej i Budownictwa Wodnego);
- Międzynarodowe Stowarzyszenie Mechaniki Gruntów i Fundamentowania;
- Międzynarodowe Stowarzyszenie Badań Hydraulicznych.

## Publikacje
- Budowle piętrzące (współautor) (1972);
- Stawy osadowe i składowiska (1980).